# Lycosa approximata
Lycosa approximata là một loài nhện trong họ Lycosidae.
Loài này thuộc chi Lycosa. Lycosa approximata được Octavius Pickard-Cambridge miêu tả năm 1885.